# ライトパブリシティ
株式会社 ライトパブリシティ（LIGHT PUBLICITY Co.,Ltd.）は、東京都中央区銀座に本社を置く、日本の広告制作プロダクションである。1951年に日本で初めて広告制作専門の制作会社として設立された。

## 概要・歴史
明治大学卒業後、名取洋之助が主宰していたことで知られる日本工房（後の国際報道工芸株式会社、日本文化の海外紹介季刊誌『NIPPON』を制作していた。1945年解散）に在籍経験を持つ信田富夫が村越襄、波多野富仁夫らと共に設立。
主に広告・CMの企画・制作を主としており、これまでに土屋耕一や秋山晶といったコピーライター、細谷巌や田中一光、浅葉克己、山下勇三、和田誠などのアートディレクター、篠山紀信や坂田栄一郎らなどのフォトグラファーが在籍し、様々な広告を世に送り出し続けて来ていることで知られる。

## クリエイター育成の場として
下記のように多数のクリエイターがここから独立し、彼らを目標として新たな人材が集まってきている。

### コピーライター
現在、同社のCEO職にある秋山晶は1968年より、今日まで50年もの長きに渡り、キユーピーマヨネーズの広告を、同社の会長をつとめるアートディレクター、細谷巌と共に創り続ける大ベテランであり、その当時アメリカで最先端を行っていた広告クリエイティヴであり、現代の広告制作手法の原点でもあるノン・グラフィック（Non Graphic）を日本に持ち込んだ一人として、よく知られている。
また回文づくりで有名な土屋耕一なども同社の出身者として、その名を知られている。

### 写真家
篠山紀信とホンマタカシの二人が所属していたということは日本写真史を語る上で、特筆すべきことである。この二人の共通点として、ヌードをはじめとする人物写真、風景写真（特に東京の都市写真、建築写真などを語るうえでこの二人を欠かすことができない）、ブツ撮りなど、写真に撮ることの出来るもの全てを撮ろうという姿勢は、広告制作会社出身ということが大きな影響を与えている。
1960年代のカメラ毎日はライトパブリシティ以外にも多くの広告写真出身の写真家の作品を掲載した。

## 出身の著名人
- 秋山晶
- 朝倉勇
- 浅葉克己
- 細谷巌
- 田中一光
- 土屋耕一
- 小島良平
- 服部一成
- 和田誠
- 篠山紀信
- 早崎治
- 石川賢治
- 坂田栄一郎
- 目羅勝
- 鈴木恒夫
- 杵島隆
- ホンマタカシ
- サノ☆ユタカ
- 影山光久
- 山下勇三